# Discoverer Enterprise

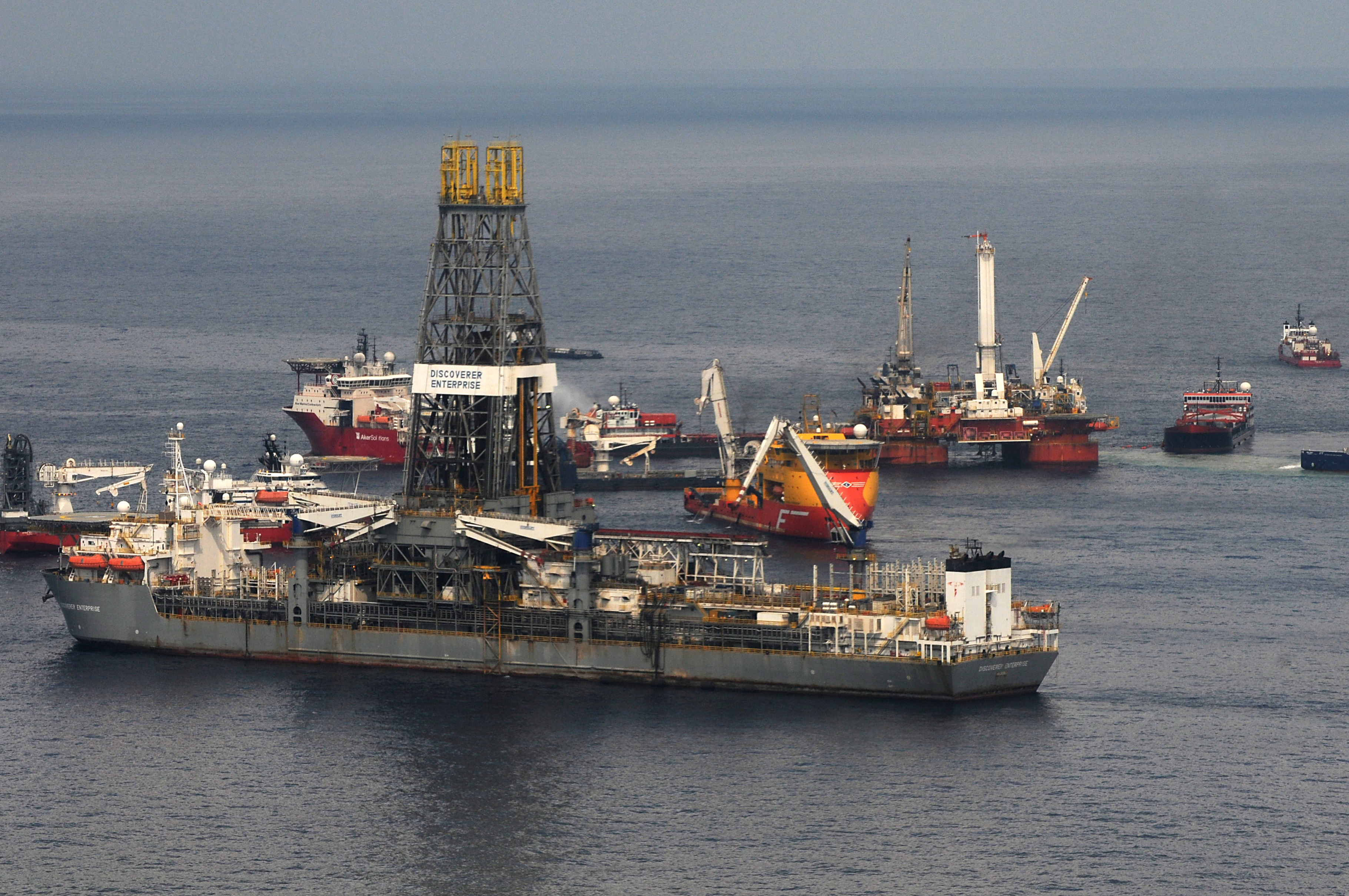
El Discoverer Enterprise en primer plano el 26 de mayo de 2010, directamente sobre el dispositivo de prevención de reventones durante el procedimiento de eliminación superior en el desastre de Deepwater Horizon.

Discoverer Enterprise fue el nombre de un buque de prospección petrolifera construido a finales de los años 1990 en el astillero Astano. Con una eslora de 254 m, manga de 30 y desplazamiento de 103 000 toneladas métricas, fue una de las mayores unidades offshore del mundo.
El 13 de enero de 1998 fue arrastrado por un viento de más de 100 km/h tras romper las amarras en el muelle al cual se encontraba amarrado, hasta chocar contra el puente de las Pías de la ciudad de Ferrol (Galicia, España), destruyendo un tramo de más de 100 metros del mismo.
Las condiciones meteorológicas hicieron prácticamente imposible cualquier maniobra de los remolcadores disponibles. Finalmente se recuperó, entró en servicio y fue desguazado en torno al 2019 o 2020.

## Respuesta al derrame de Deepwater Horizon
El barco operó en el Golfo de México bajo contrato con BP. El buque perforador cuenta con equipos que le permiten procesar hidrocarburos, y es capaz de manejar hasta 15 000 barriles por día (2400 m3/d). El 3 de junio de 2010, varias semanas después de la explosión de Deepwater Horizon, se utilizó al Discoverer Enterprise para recolectar petróleo y gas del pozo submarino dañado al bajar una tapa conectada a través de un tubo vertical de perforación sobre el escape y recolectar petróleo y gas.